# Philip Steadman

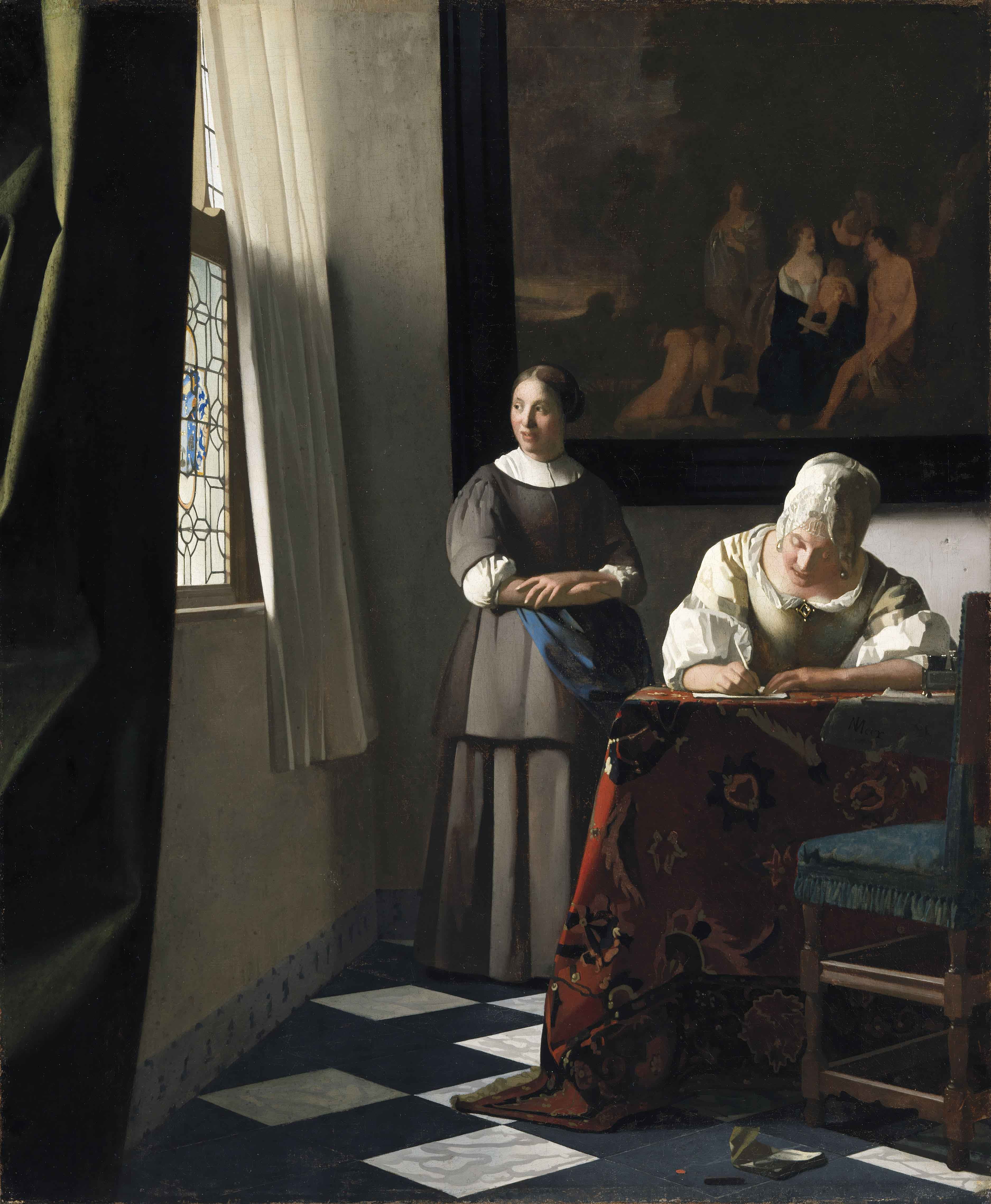
En av tavlorna i Steadmans analys

Philip Steadman är en engelsk arkitekt. Han är bland annat känd för sin bok Vermeer's Camera, som utkom 2001, som behandlar hans teori att konstnären Johannes Vermeer använde sig av en camera obscura.
Författaren har kommit fram till att åtminstone tio av Vermeers interiörer avbildar samma rum, fastän ifrån lite olika vinklar, och genom att jämföra de olika bilderna så har han kunnit rekonstruera rummet.
Huset finns ej kvar, det är rivet. Men emellertid så känner man till måtten på en del föremål, till exempel tryck som hängde på väggarna och en stol som finns bevarade.
Ljuset kom in genom fönster på ena långsidan, den vänstra väggen räknat från betraktaren.
Man kände ej till längden på rummet eftersom den bakre väggen aldrig var med på någon bild, men de andra proportionerna räknade Philip Steadman ut.
Beträffande de avbildade trycken, det var fråga om kartor, så har man jämfört dem med exemplar av samma karta som fortfarande existerar, och de visade sig vara helt exakt avbildade, precis som på ett fotografi. Philip Steadman ansåg att det var omöjligt att Vermeer kunde ha målat av kartan så exakt på fri hand.
Sedan fick han syn på en grå rektangel i en spegel på en av tavlorna och han drog slutsaten att det var en bit av den bortre väggen som syntes i spegeln.
Philip Steadman är duktig i perspektivritning och han räknade genast ut den dimension som fattades på hans rekonstruktion.
Han har också räknat ut hur många golvplattor det måste vara, även dem som inte syns på bilden. Tydligen går måtten på golvplattorna precis jämnt upp i måtten på golvet.
Allt det här gör att han anser att han har fått stöd för att Vermeer skulle ha använt en anordning med en konkav lins som projicerade en bild på duken. Detta arrangemang måste ha befunnit sig i den bortre änden av rummet, som inte finns med på någon av tavlorna.
Philip Steadman har även byggt en liten modell av rummet i skala 1:6, och till och med tillverkat möbler och några små dockor.